# Piégros-la-Clastre
Piégros-la-Clastre – miejscowość i gmina we Francji, w regionie Owernia-Rodan-Alpy, w departamencie Drôme.
Według danych na rok 1990 gminę zamieszkiwały 662 osoby, a gęstość zaludnienia wynosiła 27 osób/km² (wśród 2880 gmin regionu Rodan-Alpy Piégros-la-Clastre plasuje się na 1012. miejscu pod względem liczby ludności, natomiast pod względem powierzchni na miejscu 342.).